# Liste der Monuments historiques in Bougival
Die Liste der Monuments historiques in Bougival führt die Monuments historiques in der französischen Gemeinde Bougival auf.

## Liste der Bauwerke
| Bezeichnung                                   | Beschreibung | Standort                                                 | Kennzeichnung | Schutzstatus           | Datum          | Bild |
| --------------------------------------------- | ------------ | -------------------------------------------------------- | ------------- | ---------------------- | -------------- | ---- |
| Chalet d’Ivan Tourgueniev et pavillon Viardot |              | 16 rue Ivan-Tourgueniev (Lage)                           | PA00087380    | Inscrit                | 1983           |      |
| Colonne commémorative des frères Montgolfier  |              | 63 quai Boissy-d’Anglas Résidence La Montgolfière (Lage) | PA00087381    | Inscrit                | 1984           |      |
| Kirche Notre-Dame                             |              | (Lage)                                                   | PA00087382    | Classé                 | 1862           |      |
| Maschine von Marly                            |              | 16 quai Rennequin-Sualem (Lage)                          | PA00087379    | Inscrit Classé Inscrit | 1987 1993 2002 |      |
| Pavillon de Blois                             |              | 1 rue de Monrival (Lage)                                 | PA00087383    | Classé                 | 1980           |      |
| Résidence des Lions                           |              | 63 à 82 quai Boissy-d’Anglas (Lage)                      | PA00087797    | Inscrit                | 1992           |      |

## Liste der Objekte

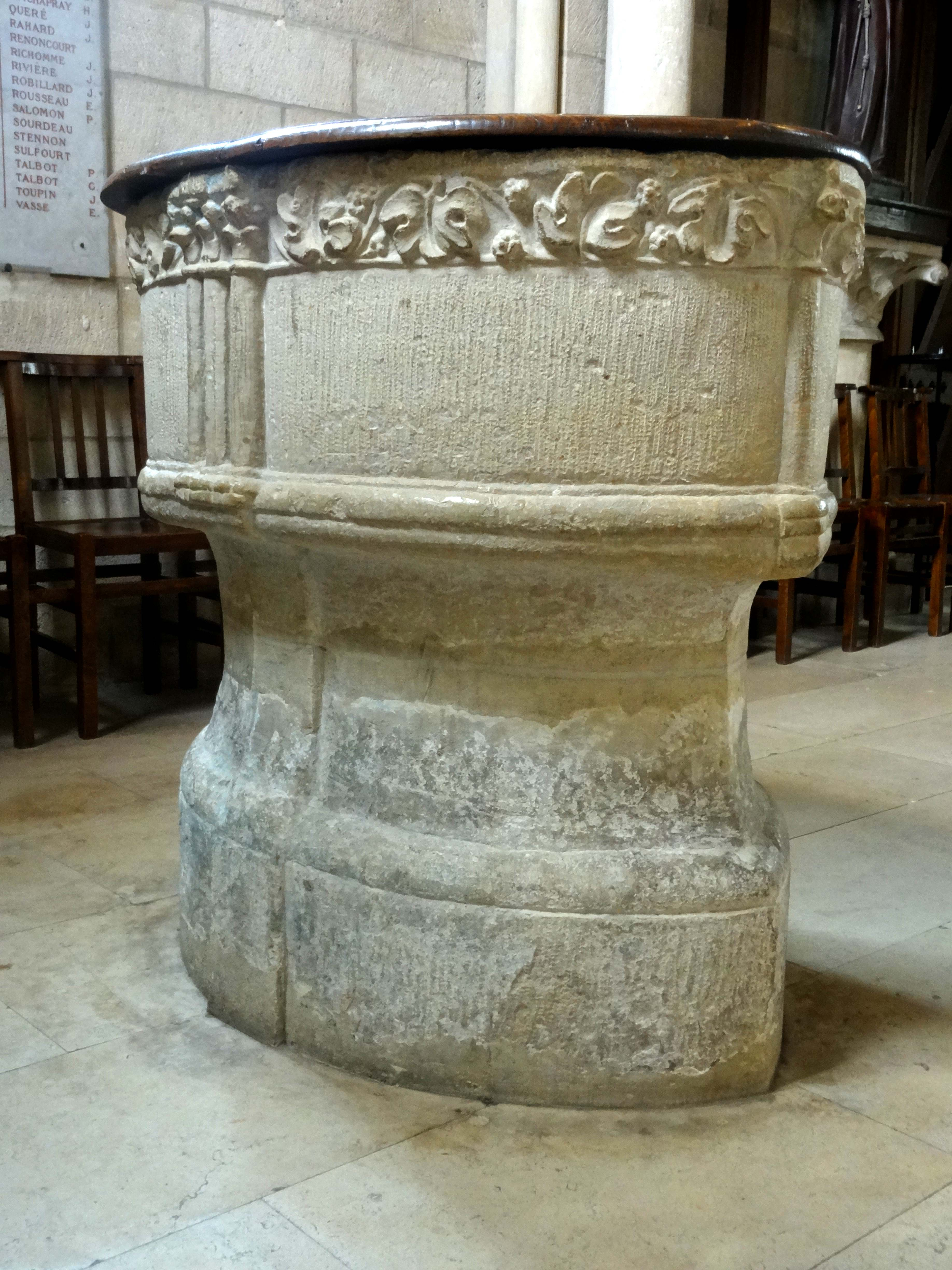
Taufbecken in Bougival

- Monuments historiques (Objekte) in Bougival in der Base Palissy des französischen Kultusministeriums

Siehe auch: Taufbecken (Bougival)